# 29252 Konjikido
29252 Konjikido è un asteroide della fascia principale. Scoperto nel 1993, presenta un'orbita caratterizzata da un semiasse maggiore pari a 3,0259871 UA e da un'eccentricità di 0,1249036, inclinata di 5,47554° rispetto all'eclittica.